# Jean-Henri Fondeville
Pour l’homme politique, voir Pierre Clair de Fondeville.
Pour les articles homonymes, voir Fondeville.
 (août 2025).
Si vous disposez d'ouvrages ou d'articles de référence ou si vous connaissez des sites web de qualité traitant du thème abordé ici, merci de compléter l'article en donnant les références utiles à sa vérifiabilité et en les liant à la section « Notes et références ».
Œuvres principales
La Pastorala deu Paisan, Calvinisme de Bearn divisat en siesh eglògues, La Navèra Pastorala Bearnesa
Jean-Henri Fondeville (Joan Enric de Fondevila, selon la graphie classique), né à Lescar en 1633 et mort dans la même commune le 22 octobre 1705) est un écrivain béarnais de langue gasconne.

## Biographie
Il était fils d’un pasteur protestant converti au catholicisme en échange d'une rente et qui fut apostasié par le synode de Charenton en 1623. Protégé par son parrain, l’évêque de Lescar, il étudie le droit puis mène une brillante carrière d’avocat au Parlement de Navarre. Il produit par ailleurs une œuvre littéraire abondante. Son épitaphe dans la cathédrale de Lescar souligne ses qualités de poète et d’avocat éloquent, patronus et poeta facundus.

## Son œuvre
Suivant la mode du temps, Fondeville a écrit des pastorales et des pièces de théâtre que l’on jouait dans les villes béarnaises.
- La pastourale deu paysaa qui cerque mestièe a soun hilh chens ne trouba a soun grat (La pastorala deu paisan qui cèrca mestier a son hilh shens ne trobar a son grat selon la graphie classique). Cette pièce bilingue tourne en dérision différentes professions (avocat, médecin, apothicaire...) qui sont repoussées par le fils qui préfère rester paysan. Elle a longtemps circulé manuscrite avant d’être imprimée à plusieurs reprises au XIXe siècle.
- La Navèra Pastorala Bearnesa (La Navèra Pastorala Bearnesa, selon la graphie classique) reprend le même thème. Ici le patriarche Jacob fait défiler dix de ses fils pour les exhorter à prendre un métier.
- Calvinisme de Bearn divisat en seis eglògas (Calvinisme de Bearn divisat en seis eglògas). L’auteur trouve dans le rappel de l’installation du calvinisme en Béarn des raisons pour justifier la révocation de l’Édit de Nantes. Derrière la diatribe se trouve un témoignage précieux sur le Béarn du XVIIe siècle et sur l’état de la langue parlée.

### Citation

#### Vers 122 à 133 (graphie actuelle)
Tot dimenche hasèn dus còps lors predicòlas
En francés, en biarnés, shens nat mot de latin,
E cantar que’us hasèn, tant vèspre que matin,
Los psaumes de David, virats a la francesa
Per Maròt i per Bèze, i mei a la biarnesa
Per un doctor natiu de la vila de Pau
Qui ho deus huganauts ministre principau.
Aqueths canteis hasèn mossurs i damisèlas,
Lauradors, artisans, tan mascles que femèlas,
Tots amassa mesclats, los grans dab los cicòis ;
Hens lo prèche, en cantant, hasèn grans lerabòis,
E los cantéis aqueths nomavan las pregaris.

#### Traduction
Tous les dimanches ils faisaient deux fois leurs mauvais sermons
En français, en béarnais, sans un seul mot de latin,
Et ils leur faisaient chanter, tant l’après-midi que le matin,
Les psaumes de David traduits en français
Par Marot et par Bèze, et aussi en béarnais
Par un docteur natif de la ville de Pau
Qui fut un ministre des plus importants chez les huguenots.
Ces chants étaient chantés par les messieurs et les dames,
Les laboureurs, les artisans, tant hommes que femmes,
Tous ensemble mêlés, les grands avec les petits ;
Dans le temple, en chantant, ils poussaient des hurlements,
Et ces chants-là, ils les appelaient des prières.

### La Pastorala deu paisan
- Fondeville, Jean-Henri. La Pastourale deu paysaa, qui cèrque mestièè à son hil, chéns nè trouba à son grat. Pèsse divértissente et connégude én Béarn, ainsi què d'autès oubratgès déü médich authou, en quoato actes. Pau : Vignancour, 1767.Édition de 1767 disponible en ligne sur le site gallica.bnf.fr
- Fondeville, Jean-Henri. La pastourale deü paysaa, qui cerque mestiè à soun hilh, chens ne trouba à soun grat. Pau : Vignancour, 1827.
- Fondeville, Jean-Henri. La pastourale deu paysaa qui cerque mestièe a soun hilh, chens ne trouba a soun grat, en quoate actes. Pau : Ribaut, 1885. Édition de 1885 disponible en ligne sur le site gallica.bnf.fr[1].
- Fondeville, Jean-Henri. La pastorala deu paisan qui cèrca mestier a son hilh shens ne trobar a son grat, édition préparée par Michel Grosclaude et Gilbert Narioo, Per Noste / La Civada, Orthez, 2001

### La navèra pastorala
- Fondeville, Jean-Henri. Nabère pastourale bearnese.. Pau : Ribaut, 1881.
- Fondeville, Jean-Henri. La navèra pastorala bearnesa, édition préparée par Michel Grosclaude et Gilbert Narioo, Per Noste / La Civada, Orthez, 2001.

### Calvinisme de Bearn
- Fondeville, Jean-Henri. Calvinisme de Bearn. Pau : L. Ribaut, 1880.Notice et lexique établis par Hilarion Bathety; Louis Soulice.
- Fondeville, Jean-Henri. Calvinisme de Bearn divisat en siex ecloges, édition critique par Robert Darrigrand, avec la traduction française, CEPB, Pau, 2002.

### Critique
- Anatole, Christian - Lafont, Robèrt. Nouvelle histoire de la littérature occitane, Tome II. Paris : P.U.F., 1970.
- A l'entorn del Calvinisme de Bearn de Fondeville : actes de la jornada d'estudis de Tolosa, 16 de genièr de 2010.. Montpellier : Presses Univ. de la Méditerranée, 2011.